# Politik- und Religionsgeschichte von Amdo
| Tibetische Bezeichnung |
| --- |
| Wylie-Transliteration: mdo smad chos 'byung; yul mdo smad kyi ljongs su thub bstan rin po che ji ltar dar ba'i tshul gsal bar brjod pa deb ther rgya mtsho |
| Chinesische Bezeichnung |
| Vereinfacht: 安多政教史 |
| Pinyin:Anduo zhengjiao shi |

Politik- und Religionsgeschichte von Amdo (tib. mdo smad chos 'byung; chin. Anduo zhengjiao shi 安多政教史) ist ein Werk zur Politik-, Religions- und Kulturgeschichte von Amdo.
Es wurde von Dragönpa Könchog Tenpa Rabgye (brag dgon pa dkon mchog bstan pa rab rgyas; 1801–1866) im Jahr 1865 nach zehnjähriger Arbeit fertiggestellt.
Das Werk besteht aus drei Bänden (juan), sein Labrang-Druck umfasst 900 Seiten. Es behandelt die Geschichte des tibetischen Buddhismus im Gebiet von Amdo, erfasst sind alle wichtigen Klöster und Tempel. Die Geschichte eines jeden Klosters wird erörtert, sein Wirtschaftsleben und die Zahl seiner Mönche angegeben.

### Nachschlagewerke
- Zhāng Yísūn 张怡荪 (Hg.): bod rgya tshig mdzod chen mo / Zàng-Hàn dà cídiǎn 藏汉大辞典 (Großes tibetisch-chinesisches Wörterbuch; Běijīng 北京, mi rigs dpe skrun khang / Mínzú chūbǎnshè 民族出版社 1985).
- Zangzu da cidian. Lanzhou 2003

## Ausgaben

### Tibetisch
- Mdo smad chos 'byung, (Lanzhou), Kan su'u mi rigs dpe skrun khang, 1982

### Übersetzungen

#### Chinesisch
- 蘭州: 甘肅民族出版社/甘肃民族出版社, 1989, 742 S. (甘肅少數民族古籍叢書/甘肃省少数民族古籍丛书). ISBN 7-5421-0037-8, übers. von 吴均 u. a.